# شرف آل حسين (البيضاء)
شرف آل حسين هي إحدى قرى الجمهورية اليمنية. تتبع جغرافيا لمحافظة البيضاء و إداريًا لمديرية الشرية. يبلغ تعداد سكانها 2965 نسمة حسب الإحصاء الذي أجري عام 2004.